# Louise Müller (Sängerin, 1784)
Louise Karolina Müller, geborene Ludovika Müller (* um 1784 in Frankfurt am Main; † nach 1837) war eine deutsch-österreichische Schauspielerin und Opernsängerin (Sopran). Sie trat in der Regel im Fach der Soubrette auf und sang bei der Uraufführung von Beethovens Oper Fidelio am 20. November 1805 die Partie der Marzelline.

## Leben
Louise Müller war die Tochter der bekannten Schauspielerin Ludovica Müller geb. Spieß (1763–1837).
Sie debütierte am 10. Juli 1798 am Wiener Kärntnertor-Theater als „Bärbchen“ (Barbarina) in der deutschsprachigen Erstaufführung von Mozarts Oper Die Hochzeit des Figaro. Im Jahr darauf verkörperte sie dort „Kinderrollen“, ihre Mutter „zärtliche Rollen“. Diese Angabe lässt vermuten, dass sie um 1784 geboren wurde.
Zusammen mit ihrer Mutter ging sie dann im Frühjahr 1803 ans Theater an der Wien, wo sie am 5. April 1803 bei der Uraufführung von Beethovens Oratorium Christus am Ölberge op. 85 mitwirkte. Im selben Konzert brachte Beethoven seine Sinfonie Nr. 2 D-Dur op. 36 und das Klavierkonzert Nr. 3 c-Moll op. 37 zur Uraufführung.
Ihre Mutter debütierte im Theater an der Wien am 4. Juni 1803 als Cora in dem Trauerspiel Die Spanier in Peru oder Rollas Tod von August von Kotzebue. Louise Müller trat erstmals am 15. Juni 1803 als Caroline („Blumenmädchen auf der Insel“) in dem Singspiel Die Insel der Liebe von Vicente Martín y Soler in der deutschen Übersetzung von Matthäus Stegmayer auf. Der Anschlagzettel enthält den Vermerk: „Demoiselle Müller, neues Mitglied dieser Gesellschaft wird heute zum Erstenmal die Ehre haben, in obenangezeigter Rolle aufzutreten.“ Sie gestaltete dort in den folgenden Jahren zahlreiche Soubretten-Partien, etwa in Antonio Salieris Singspiel Die Neger, das am 10. November 1804 zur Uraufführung kam.
Am 7. April 1805 trat sie im Theater an der Wien in einem Konzert des Geigers Franz Clement mit einer Arie von Sebastiano Nasolini auf. Der Wiener Korrespondent der Leipziger Allgemeinen Musikalischen Zeitung schreibt dazu, sie hätte sich inzwischen „zu einer geschmackvollen, recht braven Sängerin gebildet, wenn sie gleich nicht von einer sehr ausgezeichneten Stimme unterstützt wurde.“ Im selben Konzert dirigierte Beethoven seine Sinfonie Nr. 3 op. 55, die Eroica.
Ihre bekannteste Rolle war die Marzelline in Beethovens Oper Fidelio, die sie sowohl bei der Uraufführung der ersten Fassung am 20. November 1805 als auch bei der Uraufführung der zweiten Fassung am 29. März 1806 verkörperte. Bemerkenswert ist, dass sie am 26. März 1806, bei einer privaten Aufführung von Ferdinando Paërs Oper Leonora im Palais des Fürsten Joseph Lobkowitz, die Titelpartie übernahm. Dies ist einer Tagebuchnotiz des Grafen Karl von Zinzendorf zu entnehmen, der sie zugleich als Geliebte des russischen Fürsten Peter Tufiakin (1769–1845) bezeichnet.
Der Schriftsteller Ignaz Franz Castelli verkehrte um 1807 häufig bei ihr und erzählt:

„Eine gute Schauspielerin und Sängerin war damals beim Theater an der Wien; Fräulein Müller, als Soubrette war sie vorzüglich. Ich hatte Zutritt im Hause, und die Mama des Fräuleins, welche Mütter im Schauspiele, aber schlecht spielte, lud mich öfters zum Speisen und warf mir süße Blicke zu; allein ich war ein keuscher Joseph, weil Madame Müller nicht so reizend war wie Putiphar, und habe demnach meinen Mantel nie dort gelassen. Die Tochter wäre wohl ganz nach meinem Geschmacke gewesen, und ich bearbeitete für sie auch ein französisches Lustspiel, welches unter dem Titel: „Das Liebhabertheater“ unter ihrem Namen gegeben wurde; aber es trug mir keine Früchte, da sie mit einem russischen Fürsten in einem Liebesverhältnis stand.“

Das genannte Lustspiel Das Liebhabertheater – die Übersetzung eines Stückes von Emmanuel Dupaty – wurde am 22. April 1807 uraufgeführt. Als Autor ist tatsächlich „Louise Müller“ angegeben. In der Rezension der Wiener Theater-Zeitung heißt es:

„Die beliebte Louise Müller, eine geübte Schauspielerinn und schöne Sängerinn, versuchte auch als Dichterinn die Liebe des Publicums zu erhalten. Es gelang ihr… Demoiselle Müller entzückte ganz, vorzüglich durch ihren hellen Gesang: „Ich war, als ich erwachte“ etc. aus dem Opferfeste, sie spielte die Rolle mit sanfter Anmut, und wurde am Ende hervorgerufen, wofür sie bescheiden und passend dankte, und die Vorzüge des Stücks dem Autor, nachdem sie es bearbeitet, zuschrieb, die Fehler, die sie aber als Uebersetzerinn beging, zu verzeihen bat.“

Castelli schreibt über ihre künstlerischen Fähigkeiten:

„Eine gar liebliche Schauspielerin und brave Sängerin war Fräulein Müller, besonders im heitern Fache. Ihre Soubrettenrollen wußte sie mit einer Decenz auszustatten, daß sie Alles für sich einnahm, aber auch in ernsteren Partien wußte sie ihren Platz mit Ehren auszufüllen.“

Zu ihren großen Erfolgen gehörte daneben die Marianne in Soliman II. von Franz Xaver Süßmayr, die sie erstmals am 5. September 1807 bei der Premiere der Neuinszenierung der Oper im Theater an der Wien sang. In einer Uebersicht des gegenwärtigen Zustandes der Tonkunst in Wien heißt es 1808 über Louise Müller:

„Mlle. Müller, ebenfalls vom Wienertheater, hat ihrer Anfangs unsicheren Stimme, durch einen lobenswerthen Fleiß, mehrere Haltung zu geben gewußt. Sie singt mit Leichtigkeit, und würde auch mit Geschmack singen, wenn sie sich von der herrschenden Wuth der Verzierungen nicht noch manchmal hinreissen liesse.“

Am 31. Mai 1808 verließ sie Wien und traf am 3. Juni mit Fürst Tufiakin in München ein. Anschließend war sie mehrere Jahre am Kaiserlichen Deutschen Hoftheater in St. Petersburg tätig.
Wie die Wiener Theater-Zeitung meldete, erschien „Demoiselle Louise Müller“ dann am 9. Januar 1816 „nach einer siebenjährigen Abwesenheit zum ersten Mahl wieder, und debütierte in der Rolle der Marianne, welche sie hier im Jahre 1807 als die Oper am 5. September zum ersten Mahl im Theater an der Wien gegeben wurde, mit allgemeinem Beifall spielte.“ Der Wiener Korrespondent der Allgemeinen Musikalischen Zeitung schreibt über dieselbe Vorstellung, ihre Stimme habe „sehr gelitten, und ist beynahe ganz verschwunden“. Am 31. März 1817 gab sie ihre Abschiedsvorstellung.
Von April 1817 bis November 1827 sowie von Januar 1831 bis Januar 1834 war sie angeblich wieder am deutschen Theater in St. Petersburg engagiert.
Dort soll sie einen Musiker namens Bender geheiratet haben, was jedoch in den zeitgenössischen Theater- und Musikjournalen keine Erwähnung findet.

## Ludovica Müller-Spieß
Die Mutter Ludovica Müller-Spieß, die in der Literatur teilweise mit ihrer Tochter verwechselt wird, wurde um 1763 in Wetzlar geboren. Sie wirkte bis 1806 am Theater an der Wien und später am Leopoldstädter Theater. Zuletzt wohnte sie „in der Leopoldstadt Nr. 122“, wo sie am 6. Juli 1837 im Alter von 74 Jahren an der Gicht starb. Der Sterbeeintrag bezeichnet sie als „gew.[esene] Schauspielerin und Pfründnerin des A J. Wittor (?), aus Wetzlar gebürtig“.